# 令德堂
令德堂是清末山西太原的一所书院。

## 历史沿革
1882年，张之洞出任山西巡抚。上任之初苦于山西人才不足，而现有书院又以科举为重，缺乏实学培养。于是仿照广东学海堂与浙江诂经精舍，聘请各地大儒名家，于1884年设立令德堂，地址位于原明代晋王府宝贤堂旧址。
学堂成立后，由王轩主持学堂事务。王轩去世后，由屠守仁主持学堂事务。1900年义和团运动之后，令德堂被外国传教士强占。1901年岑春煊筹办山西大学堂时，将令德堂并入山西大学堂。